# Rosebud (Montana)
Rosebud es un lugar designado por el censo ubicado en el condado de Rosebud en el estado estadounidense de Montana. En el Censo de 2010 tenía una población de 111 habitantes y una densidad poblacional de 55,37 personas por km².

## Geografía
Rosebud se encuentra ubicado en las coordenadas 46°16′11″N 106°27′15″O / 46.26972, -106.45417. Según la Oficina del Censo de los Estados Unidos, Rosebud tiene una superficie total de 2 km², de la cual 1.98 km² corresponden a tierra firme y (1.29%) 0.03 km² es agua.

## Demografía
Según el censo de 2010, había 111 personas residiendo en Rosebud. La densidad de población era de 55,37 hab./km². De los 111 habitantes, Rosebud estaba compuesto por el 99.1% blancos, el 0% eran afroamericanos, el 0.9% eran amerindios, el 0% eran asiáticos, el 0% eran isleños del Pacífico, el 0% eran de otras razas y el 0% pertenecían a dos o más razas. Del total de la población el 0% eran hispanos o latinos de cualquier raza.